# 胥臣
胥臣（？—前622年），中国春秋時代晋国政治家、教育家。由于封地于臼（在今山西运城），曾任司空，所以又称臼季、司空季子。
早年是公子重耳的师傅。驪姬之乱使晋国混乱，重耳开始了19年国外流亡，胥臣随同。前636年，在赵衰、狐偃、胥臣、先轸的辅佐下重耳成为国君晋文公。胥臣在城濮之战中为下军佐，立下战功，之后，递升为上军佐，与赵衰、先且居、晋襄公死于一年。胥臣还是教育家，提出了比孔子早一百多年的因材施教的教育思想。